# Adetus x-fasciatus
Adetus x-fasciatus es una especie de escarabajo del género Adetus, familia Cerambycidae. Fue descrita científicamente por Santos-Silva, Nascimento & Wappes en 2019.
Habita en Argentina y Paraguay. Los machos y las hembras miden aproximadamente 7,5-9,25 mm. El período de vuelo de esta especie ocurre en los meses de enero y noviembre.